# Chazz Surratt
Chazz Surratt (Denver, Carolina del Norte, 16 de febrero de 1997) es un jugador profesional estadounidense de fútbol americano que se desempeña en la posición de linebacker en New York Jets, equipo de la National Football League (NFL).

## Carrera
Fue seleccionado en la tercera ronda en la Reunión Anual de Selección de Jugadores de la NFL de 2021. Hizo su debut profesional con el equipo Minnesota Vikings, en el cual jugó dos temporadas (2021-2022), luego pasó a New York Jets, donde lleva jugando dos temporadas.